# Alexandre Mamut
Alexander Leonidovitch Mamut (également orthographié Alexandre, né le 29 janvier 1960) est un milliardaire, avocat, banquier et investisseur russe.
Dans le classement Forbes 2019, il est à la 916e place des personnes les plus riches de la planète avec des actifs nets de 2,6 milliards de dollars.

## Biographie

### Enfance
Alexander Mamut est né le 29 janvier 1960. Son père est Leonid Solomonovitch Mamut (ru), docteur en droit, avocat, et l'un des auteurs de la Constitution russe. Sa mère, Cicilia Ludwigovna, est avocate. Il achève en 1977 sa scolarité au lycée n° 17 de Moscou, et est diplômé en 1982 de la faculté de droit de l'Université d'État de Moscou.

### Carrière
Alexander Mamut commence sa carrière comme avocat. En 1990, avec Andrey Gloriozonov, il fonde la banque Business and Cooperation, renommée par la suite Banque Commerciale Impérial. Elle a pour clients des sociétés de service dans le domaine des combustibles et de l'énergie, dont les plus importants sont Gazprom et Lukoil. 
Toujours en 1990, il  fonde le cabinet d'avocats ALM-Consulting («АЛМ-Консалтинг»), où il est managing partner de 1990 à 1993. Il crée ensuite la Company of Project Financing («Компания по проектному финансированию») en 1993, et en est directeur exécutif jusqu'en 1998. Il est dans cette période également cofondateur et directeur de The Seventh Continent de 1993 à 1997 et d'ALM Développement en 1998 («АЛМ Девелопмент»), dont il est resté un investisseur jusqu'en 2001.
Alexandre Mamut est président de Moscow Business World (MDM-Bank) de 1999 à 2002. 
De 2002 à 2005, il est président du conseil d'administration de Troika Dialog Investment company. Il est également de 2005 à 2006 membre du conseil d'administration d'OSAO "Ingosstrakh".
Il fonde la SUP Company en 2006, et acquiert LiveJournal Russie en 2007. La société d'investissement  “A&NN” acquiert la totalité des actions d'Evroset (ru) de Evgueny Tchitchvarkine et Timour Artemiev en 2008, et en revend en octobre 2008 49,9 % à VimpelCom. Il achète et rénove le cinéma « Pionnier ».
Alexander Mamut acquiert 60 % du Spar Moscou Holding en 2009. Il achète également le club de football Torpedo-ZIL (ru) pour le prix symbolique de 1$. Deux ans plus tard, en 2011, il investit dans la Nomos-Bank. En mai 2011, il achète la chaine de librairie Waterstones, basée au Royaume-Uni, par l'intermédiaire de Capital Fund Management Limited, une filiale de sa compagnie A&NN. Il investit dans la compagnie d'assurance Ingosstrakh (ru), et dans la banque d'investissement Troïka-Dialogue (ru), ainsi que dans Polymetal International, une société d'exploitation de mines, et PIK Groupe, une entreprise de construction.
Mamut est devenu le seul propriétaire de SUP Media (ru) en décembre 2012. En 2014, il devient le Président de la Rambler&Co. Il est aussi le propriétaire de Lenta.ru, un site web d'information.
En 2017, il achète deux des plus grandes chaines de cinéma russes, Cinema Park et Formula Kino.
En octobre 2021, son nom est cité dans les Pandora Papers.

### Activité politique
Alexander Mamut finance par des dons la campagne de réélection de Boris Eltsine en 1996. Il est conseiller économique du chef de l'administration présidentielle russe, Alexandre Volochine, de 1998 à 1999.

### Philanthropie
Mamut a été président du conseil d'administration de Teatr Praktika, un théâtre dont le directeur était Edouard Boïakov. En 2009, il est également président du conseil d'administration de l'Institut Strelka pour les médias, l'architecture et le design. L'Institut a pour but de changer le paysage urbain de la Russie. 
Il est cofondateur de la Russian Science Support Foundation.

### Vie personnelle
Alexander Mamut est veuf de son second mariage (Nadezhda Brezhneva). Il a cinq enfants, dont trois fils Nikolay, Leonid,  et Dmitry. Il habite à Moscou, en Russie, et a une autre résidence à Kensington, à Londres. Il possède depuis 2014 un super yacht le Kibo, long de 266 pieds et d'une valeur de 2,4 milliards de dollars.